# Sterylizacja (ekonomia)
Sterylizacja – polityka centralnych władz monetarnych kraju, której celem jest sprawienie, by deficyt bądź nadwyżka w bilansie płatniczym nie wpływały na podaż pieniądza na rynku krajowym.
W przypadku zapobiegania spadku podaży pieniądza na skutek deficytu bilansu płatniczego, władze skupują papiery wartościowe, w wyniku czego zwiększa się składnik krajowy bazy monetarnej, co powoduje zwiększenie się podaży pieniądza.
W przypadku zapobiegania wzrostu podaży pieniądza na skutek nadwyżki bilansu płatniczego, władze zwiększają podaż papierów wartościowych, w wyniku czego zmniejsza się składnik krajowy bazy monetarnej, co powoduje zmniejszenie się podaży pieniądza.